# Aymé de Choiseul
Aymé de Choiseul ou Amé de Choiseul, né vers 1365 et mort vers 1425, est seigneur de Choiseul et de Montaiguillon, en Champagne. Il est le fils de Gui de Choiseul, seigneur de Choiseul, et de Jeanne de Joigny.

## Biographie
Né vers 1365, Gui de Choiseul est le fils de Gui de Choiseul, seigneur de Choiseul, et de Jeanne de Joigny.
Il combat à la suite du duc de Bourgogne pendant la guerre de Cent Ans. En 1407, il l'accompagne pour reprendre Calais aux Anglais, mais il est fait prisonnier lors d'une sortie de ces derniers et mis dans la prison militaire de la ville. Le duc de Bourgogne parvient à négocier sa libération en octobre 1408 et lui fait don de 2 000 livres afin qu'il puisse payer sa rançon. Il aurait également demandé l'aide des moines de Morimond pour ce paiement.
En 1412, alors qu'il est bailli de Chaumont, il règle un différend entre son frère Girard de Choiseul, seigneur de Clefmont, et Philibert, seigneur de Bauffremont, à propos du patronage de la cure de Thol.
En 1417, à la mort de son père, Gui de Choiseul, il devient seigneur de Choiseul.
Plus tard la même année, alors qu'il est chevalier banneret, il prend part à une nouvelle campagne en Flandre avec le duc de Bourgogne Jean Sans Peur, puis l'accompagne à Paris lors de sa tentative de prise de contrôle de la capitale.
Vers 1418, il obtient le titre de seigneur de Montaiguillon.
Par la suite, probablement afin d'obtenir les ressources nécessaire pour achever le paiement de sa rançon, il octroie une charte d'affranchissement aux habitants de Choiseul en 1418 puis de Merrey en 1419.
Il décède vers 1425 et transmet ses titres à sa fille unique Jeanne de Choiseul.

## Mariage et enfants
Il épouse Claude de Grancey, fille de Robert de Grancey , seigneur de Courcelles et de Meursault, et de Jeanne de Beaujeu-sur-Saône, dont il a une fille :
- Jeanne de Choiseul, qui succède à son père.

Claude de Grancey avait épousé en premières noces Philippe de Chauvirey, seigneur de Bussières. Veuve une deuxième fois, elle épousera en troisième noces Jean de Mello, seigneur de Saint-Parise et de Vitry-le-Croisé.